# The Character of Physical Law
The Character of Physical Law är en serie av sju föreläsningar av Nobelpristagaren och fysikern Richard Feynman från 1965 om arten av fysikens lagar, som senare blev en bok. 
Samtalen levererades av Feynman 1964 vid Cornell University, som en del av Messenger Föreläsningarna. BBC spelade in 7 föreläsningar. Deras text utgavs av BBC 1965 i en bok med samma namn.